# 私たちに、明日はある。
『私たちに、明日はある。』（わたしたちに、あすはある。）は、2021年8月30日よりABEMAスペシャル2で配信された連続ドラマ。全5回。

## 概要
医療専門学校を舞台に、学生たちの成長を描くABEMAオリジナルドラマ。『ランウェイがはじまる』に続き、手すきの時間に見やすい1話約4分のショートドラマとして製作される学校×ショートドラマ第2弾、監督には映画『猿楽町で会いましょう』の児山隆を抜擢。首都医校、大阪医専、名古屋医専の協力を得て、実際に行われている授業「チーム医療演習」を通して描かれる人間模様、心の変化を描く。名古屋医専の実際の生徒もエキストラとして出演する。
8月30日から9月9日まで月曜 - 金曜 21:55 - 22:00にABEMA SPECIAL2で配信した（9月1日から6日までは休止）ほか、9月13日には23:00-23:25まで一挙配信を行う。

## あらすじ
萌絵と、その幼馴染の翔たちは、様々な学科が集まりチームで与えられた症例課題に問題解決に取り組む症例演習「チーム医療」の課題に取り組むことに。初日に早速チームで集まるが、萌絵は寝坊で遅刻。加えてチームに全く馴染もうとしない康太がいた。熱血漢・翔は彼らのお気楽にも見える行動や言動に理解ができなかった。

## 登場人物
神田萌絵
演 ‐ 川津明日香
高度看護学科の学生。おてんばな性格。姉、母が共に看護師であり、成り行きで看護師を目指す。
池田康太
演 ‐ 内藤秀一郎
高度臨床工学学科の学生。位階いじりが好きなことから入学。医療倫理に深い興味はなく、漠然と誰かの役に立てればよいと考えている。人の名前は苗字で呼ぶ主義。
富田翔
演 ‐ 井上想良
救急救命学科の学生。命を救う仕事に熱い思いを持つ。萌絵とは幼馴染で一方的に恋心も抱く。幼少時代はおじいちゃん子。
平井莉子
演 ‐ つじかりん
社会福祉士学科の学生。自己犠牲の気持ちを持ち、初対面であった萌絵の失敗もカバーする。
浜本正雄
演 ‐ 黒川大聖　
高度理学療法学科の学生。脳梗塞からのリハビリを冷静沈着に考える。
先生
演 ‐ 虹色拓朗
講義する先生。
エキストラ協力
古井あすか、長尾峻、座光寺真衣、阿部飛真衣、野田蓮斗、坂本恋夏、水野美彩、水戸菜月、江崎鈴、小林由奈　丹羽紫雲

## 配信日程
| 配信回 | 配信日        | サブタイトル                     | 配信時間 | 脚本   | 監督   |
| ------ | ------------- | -------------------------------- | -------- | ------ | ------ |
| 第1話  | 2021年8月30日 | 君は自分の名前を言わない         | 3分      | 浅田大 | 児山隆 |
| 第2話  | 2021年8月31日 | 君の言葉に救われた日             | 4分      | 浅田大 | 児山隆 |
| 第3話  | 2021年9月7日  | 何も言えなかった私               | 3分      | 浅田大 | 児山隆 |
| 第4話  | 2021年9月8日  | 気づかないフリをしていた私       | 3分      | 浅田大 | 児山隆 |
| 最終話 | 2021年9月9日  | 君はやっぱり自分の名前を言わない | 4分      | 浅田大 | 児山隆 |

## スタッフ
- 企画：浅木康之（AbemaTV）
- プロデューサー：石橋賢一（AbemaTV）
- 制作プロデューサー：松友武志（Dockout inc．）
- プロダクションマネージャー：野田梓左
- 脚本：浅田大
- 音楽プロデューサー：鶴丸正太郎
- 撮影：伊藤仁（Conection）
- 照明：松本竜司
- 助監督：国領正行
- 美術：高山雄一
- 録音：桐山裕行
- スタイリスト：JOE
- ヘアメイク：竹島健二
- カラリスト：高橋直孝
- 編集：鹿田真矢湖
- 監督：児山隆
- 撮影協力：名古屋医専
- 提供：首都医校、大阪医専、名古屋医専（日本教育財団）
- 監修：古田雅延、佐藤俊博、成田信一郎、齋藤登美枝、坪井清誓、木下映吏、矢島愛理
- 製作「私たちに、明日はある。」製作委員会